# جون دبليو. بوين
جون دبليو. بوين (بالإنجليزية: John W. Bowen)‏ هو سياسي أمريكي، ولد في 4 أكتوبر 1926 في جاكسون في الولايات المتحدة، وتوفي في 27 مايو 2011 في كولومبوس في الولايات المتحدة. حزبياً، نشط في الحزب الجمهوري.